# Двигатель Стирлинга
Дви́гатель Сти́рлинга — тепловая машина, в которой рабочее тело в виде газа или жидкости движется в замкнутом объёме, разновидность двигателя внешнего сгорания. Основан на периодическом нагреве и охлаждении рабочего тела с извлечением энергии из возникающего при этом изменения давления. Может работать не только от сжигания топлива, но и от любого источника тепла (или холода).

## История
Двигатель Стирлинга был впервые запатентован шотландским священником Робертом Стирлингом 27 сентября 1816 года (английский патент № 4081 1819). Однако первые элементарные «двигатели горячего воздуха» были известны ещё в конце XVII века, задолго до Стирлинга. Достижением Стирлинга является добавление узла, который он назвал «эконом». Преподобный Стирлинг разработал своё устройство из богоугодных соображений, поскольку паровые машины того времени часто взрывались, а его устройство было безопаснее.
В современной научной литературе этот узел называется «регенератор». Он увеличивает производительность двигателя, удерживая тепло в тёплой части двигателя, в то время как рабочее тело охлаждается. Этот процесс намного повышает эффективность системы. Чаще всего регенератор представляет собой камеру, заполненную проволокой, гранулами, гофрированной фольгой (гофры идут вдоль направления потока газа). Газ, проходя через наполнитель в одну сторону, отдаёт тепло регенератору, а при движении в другую сторону отбирает его. Регенератор может быть внешним по отношению к цилиндрам, а может быть размещён на поршне-вытеснителе в β- и γ-конфигурациях. В последнем случае размеры и вес машины оказываются меньше. Частично роль регенератора выполняет зазор между вытеснителем и стенками цилиндра (при длинном цилиндре надобность в таком устройстве вообще исчезает, но появляются значительные потери из-за вязкости газа). В α-стирлинге регенератор может быть только внешним. Он устанавливается последовательно с теплообменником, в котором происходит нагрев рабочего тела, со стороны холодного поршня).
В 1843 году брат изобретателя Джеймс Стирлинг использовал этот двигатель на заводе, где он в то время работал инженером. В 1938 году фирма «Филипс» инвестировала в двигатель Стирлинга с мощностью более двухсот лошадиных сил и отдачей более 30 %. Двигатель Стирлинга имеет ряд преимуществ и был широко распространён в эпоху паровых машин.

## Описание
В XIX веке инженеры хотели создать безопасную замену паровым двигателям того времени, котлы которых часто взрывались из-за высоких давлений пара и неподходящих материалов для их постройки. Хороший вариант появился с созданием двигателя Стирлинга, который мог преобразовывать в работу любую разницу температур. Основной принцип работы двигателя Стирлинга заключается в постоянно чередуемых нагревании и охлаждении рабочего тела в закрытом цилиндре. Обычно в роли рабочего тела выступает воздух, но также используются водород и гелий. В ряде опытных образцов испытывались фреоны, двуокись азота, сжиженный пропан-бутан и вода. В последнем случае вода остаётся в жидком состоянии на всех участках термодинамического цикла. Особенностями «стирлинга» с жидким рабочим телом являются малые размеры, высокая удельная мощность и большие рабочие давления.
Существует также «стирлинг» с двухфазным рабочим телом. Он тоже характеризуется высокой удельной мощностью, высоким рабочим давлением.
Из термодинамики известно, что давление, температура и объём идеального газа взаимосвязаны и следуют закону {\displaystyle pV=\nu RT}, где:
- p — давление газа;
- V — объём газа;
- {\displaystyle \nu } — количество газа;
- R — универсальная газовая постоянная;
- Т — температура газа в кельвинах.

Это означает, что при нагревании газа его объём увеличивается, а при охлаждении — уменьшается. При нагревании газ совершает работу (например, толкает поршень) и охлаждается. Сжать охлажденный газ проще, чем удержать расширяющийся горячий (на сжатие холодного газа «расходуется» меньше работы, чем высвобождается работы при нагревании и расширении того же самого газа). Это свойство газов и лежит в основе работы двигателя Стирлинга.
Двигатель Стирлинга является реверсивным. Если вращать вал внешней силой, то с одной стороны рабочего объема газ будет нагреваться, а с другой — охлаждаться.
Двигатель Стирлинга использует цикл Стирлинга, который по термодинамической эффективности не уступает циклу Карно, и даже обладает преимуществом. Дело в том, что цикл Карно состоит из мало различающихся между собой изотерм и адиабат. Практическое воплощение этого цикла малоперспективно. Цикл Стирлинга позволил получить работающий на практике двигатель в приемлемых размерах.
Цикл Стирлинга состоит из четырёх фаз и разделён двумя переходными фазами: нагрев, расширение, переход к источнику холода, охлаждение, сжатие и переход к источнику тепла. Таким образом, при переходе от тёплого источника к холодному источнику происходит расширение и сжатие газа, находящегося в цилиндре. При этом изменяется давление, за счёт чего можно получить полезную работу.
Нагрев и охлаждение рабочего тела (участки 4 и 2) производятся регенератором. В идеале количество тепла, отдаваемое и отбираемое регенератором, одинаково. Полезная работа производится только за счёт изотерм, то есть зависит от разницы температур нагревателя и охладителя, как в цикле Карно.

Рабочий цикл двигателя Стирлинга β-типа:
- 1
- 2
- 3
- 4

где: a — вытеснительный поршень; b — рабочий поршень; с — маховик; d — огонь (область нагревания); e — охлаждающие ребра (область охлаждения).
1. Внешний источник тепла нагревает газ в нижней части теплообменного цилиндра. Создаваемое давление толкает рабочий поршень вверх (вытеснительный поршень неплотно прилегает к стенкам).
2. Маховик толкает вытеснительный поршень вниз, тем самым перемещая разогретый воздух из нижней части в охлаждающую камеру.
3. Воздух остывает и сжимается, рабочий поршень опускается вниз.
4. Вытеснительный поршень поднимается вверх, тем самым перемещая охлаждённый воздух в нижнюю часть. И цикл повторяется.

В машине Стирлинга движение рабочего поршня сдвинуто на 90° относительно движения поршня-вытеснителя. В зависимости от знака этого сдвига машина может быть двигателем или тепловым насосом. При сдвиге 0° машина не производит никакой полезной работы.

### Двигатели Стирлинга, работающие по другим циклам
Цикл Стирлинга считается непременной принадлежностью именно двигателя Стирлинга. В то же время подробное изучение принципов работы множества созданных на сегодняшний день конструкций показывает, что значительная часть из них имеет рабочий цикл, отличный от цикла Стирлинга. Например, α-стирлинг с поршнями разного диаметра имеет цикл, более похожий на цикл Эрикссона. β- и γ-конфигурации, имеющие достаточно большой диаметр штока у поршня-вытеснителя, также занимают некое промежуточное положение между циклами Стирлинга и Эрикссона.
При движении вытеснителя в β-конфигурации изменение состояния рабочего тела происходит не по изохоре, а по наклонной линии, промежуточной между изохорой и изобарой. При некотором отношении диаметра штока к общему диаметру вытеснителя можно получить изобару (это отношение зависит от рабочих температур). В этом случае поршень, который ранее был рабочим, играет лишь вспомогательную роль, а настоящим рабочим становится шток вытеснителя. Удельная мощность такого двигателя оказывается примерно в 2 раза большей, чем в привычных «стирлингах», ниже потери на трение, так как давление на поршень более равномерно. Схожая картина в α-стирлингах с разным диаметром поршней.
Двигатель с промежуточной диаграммой может иметь нагрузку, равномерно распределённую между поршнями, то есть между рабочим поршнем и штоком вытеснителя.
Важным преимуществом работы двигателя по циклу Эрикссона или близкому к нему является то, что изохора заменена на изобару или близкий к ней процесс. При расширении рабочего тела по изобаре не происходит никаких изменений давления, никакого теплообмена, кроме передачи тепла от регенератора рабочему телу. И этот нагрев тут же совершает полезную работу. При изобарном сжатии происходит отдача тепла охладителю.
В цикле Стирлинга при нагреве или охлаждении рабочего тела по изохоре происходят потери тепла, связанные с изотермическими процессами в нагревателе и охладителе.

## Конфигурация
Инженеры подразделяют двигатели Стирлинга на три различных вида:
- α-Стирлинг
- β-Стирлинг с ромбическим механизмом и регенератором
- γ-Стирлинг без регенератора

- α-Стирлинг — содержит два раздельных силовых поршня в раздельных цилиндрах, один — горячий, другой — холодный. Цилиндр с горячим поршнем находится в теплообменнике с более высокой температурой, с холодным — в более холодном. У данного вида двигателя отношение мощности к объёму достаточно велико, но, к сожалению, высокая температура «горячего» поршня создаёт определённые технические трудности. Регенератор находится между горячей частью соединительной трубки и холодной.
- β-Стирлинг — цилиндр всего один, горячий с одного конца и холодный с другого. Внутри цилиндра движутся поршень (с которого снимается мощность) и вытеснитель, разделяющий горячую и холодную полости. Газ перекачивается из холодной части цилиндра в горячую через регенератор. Регенератор может быть внешним, как часть теплообменника, или может быть совмещён с поршнем-вытеснителем.
- γ-Стирлинг — тоже есть поршень и вытеснитель, но при этом два цилиндра — один холодный (там движется поршень, с которого снимается мощность), а второй горячий с одного конца и холодный с другого (там движется вытеснитель). Регенератор может быть внешним, в этом случае он соединяет горячую часть второго цилиндра с холодной и одновременно с первым (холодным) цилиндром. Внутренний регенератор является частью вытеснителя.

Также существуют разновидности двигателя Стирлинга, не попадающие под вышеуказанные три классических вида:
- Роторный двигатель Стирлинга — решены проблемы герметичности (патент Мухина на герметичный ввод вращения (ГВВ), серебряная медаль на международной выставке в Брюсселе «Эврика-96») и громоздкости (нет кривошипно-шатунного механизма, так как двигатель роторный)[3].
- Термоакустический двигатель Стирлинга — вместо использования поршня-вытеснителя, рабочее тело движется между горячей и холодной полости за счёт явлений акустического резонанса. Такая схема позволяет уменьшить количество движущихся частей, но возникают сложности с поддержанием акустического резонанса, а также со снятием мощности.
- Свободнопоршневой двигатель Стирлинга

## Недостатки
- Громоздкость и материалоёмкость — основной недостаток поршневых двигателей внешнего сгорания. У двигателей внешнего сгорания вообще, и двигателя Стирлинга в частности, рабочее тело необходимо охлаждать, и это приводит к существенному увеличению массогабаритных показателей силовой установки за счёт увеличенных радиаторов. Двигатель Стирлинга всю теплоту отдаёт в систему охлаждения (не имеет выхода горячих газов), и требует по сравнению с обычным автомобильным двигателем удвоенного по производительности радиатора[4].
- Для получения характеристик, сравнимых с характеристиками ДВС, приходится применять высокие давления (свыше 100 атм) и особые виды рабочего тела — водород, гелий.
- Тепло подводится не к рабочему телу непосредственно, а только через стенки теплообменников. Стенки имеют ограниченную теплопроводность, из-за чего КПД оказывается ниже, чем можно было ожидать. Горячий теплообменник работает в очень напряжённых условиях теплопередачи и при очень высоких давлениях, что требует применения высококачественных и дорогостоящих материалов. Создание теплообменника, который удовлетворял бы противоречивым требованиям, — весьма нетривиальная задача. Чем больше площадь теплообмена, тем больше потери тепла. При этом растёт размер теплообменника и объём рабочего тела, не участвующий в работе. Поскольку источник тепла расположен снаружи, двигатель медленно откликается на изменение теплового потока, подводимого к цилиндру, и не сразу может выдать нужную мощность при запуске.
- Для быстрого изменения мощности двигателя используются способы, отличные от применяемых в двигателях внутреннего сгорания: буферная ёмкость изменяемого объёма, изменение среднего давления рабочего тела в камерах, изменение фазового угла между рабочим поршнем и вытеснителем. В последнем случае отклик двигателя на управляющее действие водителя является почти мгновенным.

## Преимущества
Тем не менее двигатель Стирлинга имеет преимущества, которые вынуждают заниматься его разработкой.
- «Всеядность» двигателя — как все двигатели внешнего сгорания (вернее — внешнего подвода тепла), двигатель Стирлинга может работать от почти любого перепада температур: например, между разными слоями воды в океане, от солнца, от ядерного или изотопного нагревателя, угольной или дровяной печи и т. д.
- Простота конструкции — конструкция двигателя очень проста, он не требует дополнительных систем, таких как газораспределительный механизм. Он запускается самостоятельно и не нуждается в стартере. Его характеристики позволяют избавиться от коробки передач.
- Увеличенный ресурс — простота конструкции, отсутствие многих «нежных» узлов позволяет «стирлингу» обеспечить небывалый для других двигателей запас работоспособности в десятки и сотни тысяч часов непрерывной работы.
- Экономичность — для утилизации некоторых видов тепловой энергии, особенно при небольшой разнице температур, «стирлинги» часто оказываются самыми эффективными видами двигателей. Например, в случае преобразования в электричество солнечной энергии «стирлинги» иногда дают больший КПД (до 31,25 %), чем тепловые машины на пару.[5]
- Экологичность — «стирлинг» не имеет выхлопа из цилиндров, а это значит, что уровень его шума гораздо меньше, чем у поршневых двигателей внутреннего сгорания. β-стирлинг с ромбическим механизмом является идеально сбалансированным устройством и, при достаточно высоком качестве изготовления, имеет предельно низкий уровень вибраций (амплитуда вибрации меньше 0,0038 мм). Сам по себе «стирлинг» не имеет каких-то частей или процессов, которые могут способствовать загрязнению окружающей среды. Он не расходует рабочее тело. То есть экологичность двигателя обусловлена прежде всего экологичностью источника тепла. А для него можно отметить, что обеспечить полноту сгорания топлива в двигателе внешнего сгорания проще, чем в двигателе внутреннего сгорания. Впрочем, в ДВС полнота сгорания топлива зависит от соответствия химического состава топлива физическим параметрам ДВС. Так, например, бензин или дизельное топливо всегда сгорают в цилиндрах (или в камере роторного ДВС) не полностью, тогда как спирт или сжиженный газ сгорают в ДВС полностью.
- Малая шумность — такое качество очень важно на подводных лодках. Такие недостатки как высокий удельный вес и большая рассеиваемая теплота там менее важны[4], поскольку двигатель в общей массе подводной лодки имеет небольшой процент, а теплота передаётся теплообменником через прочный корпус, не требуя радиаторов и вентиляторов. Таким образом, двигатель Стирлинга получил на подводных лодках широкое распространение.

## Применение
Двигатель Стирлинга применим в случаях, когда необходим небольшой преобразователь тепловой энергии, простой по устройству, либо когда эффективность других тепловых двигателей оказывается ниже: например, если разницы температур недостаточно для работы паровой или газовой турбины.

### Универсальные источники электроэнергии
Двигатели Стирлинга могут применяться для превращения в электроэнергию любой теплоты. Такие двигатели нашли свое применение в солнечной энергетике, где они используются вместе с параболическими зеркалами, концентрирующими солнечный свет на "горячем" цилиндре - их КПД значительно превышает КПД существующих на данный момент фотоэлектрических преобразователей (солнечных батарей). Их применяют как автономные генераторы для туристов. Некоторые предприятия выпускают генераторы, которые работают от конфорки газовой печи. NASA рассматривает варианты генераторов на основе «стирлинга», работающие от ядерных и радиоизотопных источников тепла. Специально разработанный генератор «стирлинга» с радиоизотопным источником энергии (Advanced Stirling Radioisotope Generator (ASRG)), будет использован в планируемой NASA космической экспедиции — Titan Saturn System Mission

### Насосы
Эффективность систем отопления или охлаждения возрастает, если в контуре установлен насос принудительной подачи теплоносителя. Установка электрического насоса снижает живучесть системы, а в неавтономных бытовых энергосистемах неприятна тем, что электросчётчик «накручивает» ощутимую сумму. Насос, использующий принцип двигателя Стирлинга, решает эту задачу.
«Стирлинг» для перекачки жидкостей может быть гораздо проще привычной схемы «двигатель-насос». В двигателе Стирлинга вместо рабочего поршня может использоваться перекачиваемая жидкость, которая одновременно служит для охлаждения рабочего тела.
Насос на основе двигателя «стирлинга» может служить для накачки воды в ирригационные каналы посредством солнечного тепла, для подачи горячей воды от солнечного коллектора в дом (в системах отопления теплоаккумулятор стараются установить как можно ниже, чтобы вода шла в радиаторы самотёком).
Стирлинг-насос может использоваться для перекачки химических реагентов, поскольку герметичен.
Стирлинг-насос с жидким поршнем использует цикл, отличный от цикла Стирлинга. Его идеализированная диаграмма P-V имеет вид прямоугольника и состоит из двух изохор и двух изобар. КПД примерно в 2 раза хуже, чем у цикла Карно (и цикла Эрикссона) для такого же перепада температур.

### Тепловые насосы
Тепловые насосы позволяют сэкономить на отоплении. Принцип действия тот же, что у кондиционера (кондиционер — это тот же тепловой насос), только кондиционер обычно охлаждает помещение, нагревая окружающее пространство, а тепловой насос, как правило, обогревает помещение, охлаждая наружный воздух, воду из скважины или другой источник низкопотенциального тепла. Обычно используются теплонасосы, приводимые в движение электричеством. Но электричество в ряде стран производится на теплоэлектростанциях, сжигающих газ, уголь, мазут, и в итоге калория, полученная на таком теплонасосе, оказывается не дешевле, чем полученная от сжигания газа. Устройство, в котором совмещены двигатель Стирлинга и тепловой насос Стирлинга, делает ситуацию более благоприятной. Двигатель Стирлинга отдаёт в систему отопления бросовое тепло от «холодного» цилиндра, а полученная механическая энергия используется для подкачки дополнительного тепла, которое забирается из окружающей среды. Гибридный теплонасос «стирлинг-стирлинг» оказывается проще, чем композиция из двух стирлинг-машин. В устройстве совершенно отсутствуют рабочие поршни. Перепады давления, возникающие в двигателе, непосредственно используются для перекачки тепла тепловым насосом. Внутреннее пространство устройства герметично и позволяет использовать рабочее тело под очень высоким давлением.

### Холодильная техника
Почти все холодильники используют те же тепловые насосы. Применительно к системам охлаждения их судьба оказалась более счастливой. Ряд производителей бытовых холодильников собирается установить на свои модели «стирлинги». Они будут обладать большей сберегательностью, а в качестве рабочего тела будут использовать обычный воздух.

### Сверхнизкие температуры
Двигатель Стирлинга может работать и в режиме холодильной машины (обратный цикл Стирлинга). Для этого его приводят в движение любым другим внешним двигателем (в том числе с помощью другого «Стирлинга»). Такие машины оказались эффективны для сжижения газов.
Маленькие «Стирлинги» выгодно применять для охлаждения датчиков в сверхточных приборах.

### Подводные лодки
Преимущества «стирлинга» привели к тому, что ещё в первой половине 1960-х годов военно-морские справочники указывали на возможность установки на подводных лодках типа «Шёурмен» производства Швеции воздухонезависимых двигателей Стирлинга. Однако ни «Шёурмены», ни последовавшие за ними «Наккены» и «Вестеръётланды» указанные силовые установки так и не получили. И только в 1988 году головная субмарина типа «Наккен» была переоборудована под двигатели Стирлинга. С ними она прошла под водой более 10 000 часов. Другими словами, именно шведы открыли в подводном кораблестроении эру вспомогательных анаэробных двигательных установок. И если «Наккен» — первый опытный корабль этого подкласса, то субмарины типа «Готланд» стали первыми серийными лодками с двигателями Стирлинга, которые позволяют им находиться под водой непрерывно до 20 суток. В настоящее время все подводные лодки ВМС Швеции оснащены двигателями Стирлинга, а шведские кораблестроители уже хорошо отработали технологию оснащения этими двигателями подводных лодок, путём врезания дополнительного отсека, в котором и размещается новая двигательная установка. Двигатели работают на жидком кислороде, который используется в дальнейшем для дыхания, имеют очень низкий уровень шума, а упомянутые выше недостатки (размер и охлаждение) на подводной лодке несущественны.
На новейших японских подводных лодках типа «Сорю» установлено по 4 двигателя Стирлинга Kawasaki Kockums V4-275R, 8 000 л. с.
На текущее время двигатель Стирлинга рассматривается как многообещающий единый всережимный двигатель неатомных подводных лодок 5-го поколения.

### Аккумуляторы энергии
Можно запасать с его помощью энергию, используя в качестве источника тепла теплоаккумуляторы на расплавах солей. Такие аккумуляторы превосходят по запасу энергии химические аккумуляторы и дешевле их. Используя для регулировки мощности изменение фазного угла между поршнями, можно аккумулировать механическую энергию, тормозя двигателем. В этом случае двигатель превращается в тепловой насос.

### Солнечные электростанции
Двигатель Стирлинга может использоваться для преобразования солнечной энергии в электрическую. Для этого двигатель Стирлинга устанавливается в фокус параболического зеркала (похожего по форме на спутниковую антенну) таким образом, чтобы область нагрева была постоянно освещена. Параболический отражатель управляется по двум координатам при слежении за солнцем. Энергия солнца фокусируется на небольшой площади. Зеркала отражают около 92 % падающего на них солнечного излучения. В качестве рабочего тела двигателя Стирлинга используется, как правило, водород, или гелий.
В феврале 2008 года Национальная лаборатория Sandia достигла эффективности 31,25 % в установке, состоящей из параболического отражателя и двигателя Стирлинга.
Компания Stirling Energy Systems  разрабатывала солнечные коллекторы большой мощности — до 150 кВт на одно зеркало. Компания строила в южной Калифорнии крупнейшую в мире солнечную электростанцию, но не выдержала конкуренции в связи со снижением цен на субсидируемые фотоэлектрические солнечные элементы.